# نسما ایرلاینز
نسما ایرلاینز (به انگلیسی: Nesma Airlines) یک شرکت هواپیمایی با کد یاتا NE است که در تاریخ ۲۰۱۰ میلادی تأسیس شده است. دفتر مرکزی نسما ایرلاینز در جده، عربستان سعودی واقع شده است و قطب این شرکت هواپیمایی در فرودگاه بین‌المللی ملک عبدالعزیز قرار دارد و به ۱۶ مقصد، پرواز انجام می‌دهد.